# Traumhauch-Hütte
„Traumhauch-Hütte“ (babylonisch Ezaqiqu; Haus des Traumhauchs) ist die Bezeichnung einer mesopotamischen Hütte, die als Traumfänger-Ort von Traumdeutern erbaut wurde, um mittels Träumen in die Zukunft schauen zu können. Der babylonische Begriff zaqiqu entspricht der Bedeutung Wind, Hauch, Geist und Traumgott. Die Traumhauch-Hütte diente als Ersatzbau in freier Natur, falls die Traumdeutung nicht in einem naheliegenden Tempel vollzogen werden konnte.
Im Gilgamesch-Epos tritt unter anderem Enkidu als Traumdeuter Gilgameschs auf, der zuvor einen Berg erklommen hatte, damit der Sonnengott Šamaš ihm einen Traum zusenden möge. Gilgamesch legte sich danach in die von Enkidu errichtete Hütte, die so den mit dem Sturmwind auf den Weg gebrachten Traum empfangen konnte. Um den Einfluss von bösartigen Dämonen fernzuhalten, erhielt die Traumhauch-Hütte einen äußeren weißen Mehlkreis. In babylonischen Ritualtexten ist der Bannkreis aus Mehl mehrfach belegt. Die Dämonen konnten so nicht zum Träumenden vordringen.
Enkidu fungiert im Gilgamesch-Epos als zur Traumhauch-Hütte zugehörige Person und damit ebenfalls als Traumfänger. Die verwendete Formulierung Wie ein Fangnetz zu Boden geworfen bezieht sich auf Enkidu, der sich ähnlich einem Fangnetz auf den Boden unmittelbar vor die Traumhauch-Hütte legt, um im schlafenden Zustand den Traum anzuziehen, einzufangen und an Gilgamesch weiterzuleiten.

„Da baute Enkidu ihm (Gilgamesch) eine Traumhauch-Hütte. Er befestigte eine Tür für den Sturmwind in ihrem Eingang. Er ließ ihn betten in einem Kreise, aus Mehl war die Linie. Er selbst aber, wie ein Fangnetz zu Boden geworfen, legte sich nieder in ihrem Eingang.“